# Рейдово
Ре́йдово — село на острове Итуруп, расположенное в 12 км от Курильска, на берегу Охотского моря. Согласно административно-территориальному делению России, село расположено в Курильском городском округе Сахалинской области России.
До 1945 года принадлежало японскому губернаторству Хоккайдо и называлось Беттобу (яп. 別飛). После присоединения Курильских островов к СССР село получило современное название (предлагался также вариант Удобное).

## Население
| 2002 | 2010 | 2021 |
| ---- | ---- | ---- |
| 1031 | ↘921 | ↗976 |

По переписи 2002 года, население — 1031 человек (541 мужчина, 490 женщин). Преобладающая национальность — русские (84 %).